# Helgakviða Hundingsbana I

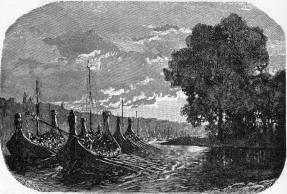
L'armée de Helgi part pour combattre pour Sigrún

Le Helgakviða Hundingsbana I (Premier chant de Helgi, meurtrier de Hundingr) est un poème rattaché au recueil de textes de mythologie nordique Edda Poétique, trouvé notamment dans le Codex Regius. Il est composé de 56 strophes. Il s'agit d'un des poèmes du cycle de Helgi, qui comprend aussi Helgakviða Hundingsbana II et Helgakviða Hjörvarðssonar mais ces poèmes ne se relient pas bien ensemble si ce n'est qu'on retrouve dans chacun un personnage nommé Helgi Hundingsbane et des thèmes similaires. 

## Récit
Le poème commence dans un endroit appelé Brálund avec la naissance de Helgi Hundingbane, le fils de Sigmund et Borghild. Les Nornes sont arrivés à la demeure pour façonner son avenir de héros.
Quand Helgi n'avait que quinze ans, il tua un homme nommé Hunding. Cela a amené les fils de Hunding, Eyjólfr, Álfr, Hjörvarðr et Hávarðr, à s'approcher de Helgi pour demander du wergild et le retour du butin que Helgi avait pris à leur père. Lorsque Helgi leur refusa cela, les fils de Hunding déclarèrent la guerre et dans la bataille qui s'ensuivit, Helgi tua tous les fils de Hunding.
Helgi rencontra la Valkyrie Sigrún qui l'informa que son père Högni l'avait fiancée à Höðbroddr, le fils indigne du roi Granmarr du clan Hniflung. Helgi a promis de prendre Sigrún et de la revendiquer comme sienne. Helgi rassembla alors une puissante armée et partit faire la guerre à la famille de Höðbrodd.
Lorsqu'ils arrivèrent au royaume de Granmar, le poème raconte un « fliting » (« contre-vantarderie »), joute verbale en vers, entre le demi-frère de Helgi, Sinfjötli, et le frère de Höðbrodd, Guðmundr. Ensuite, les armées se sont affrontées à Frekastein et Helgi a remporté la victoire, gagnant Sigrún comme épouse.